# Мушевані
Мушевані (груз. მუშევანი) — село в Грузії.
За даними перепису населення 2014 року в селі проживає 905 осіб.